# Alfred Stieglitz

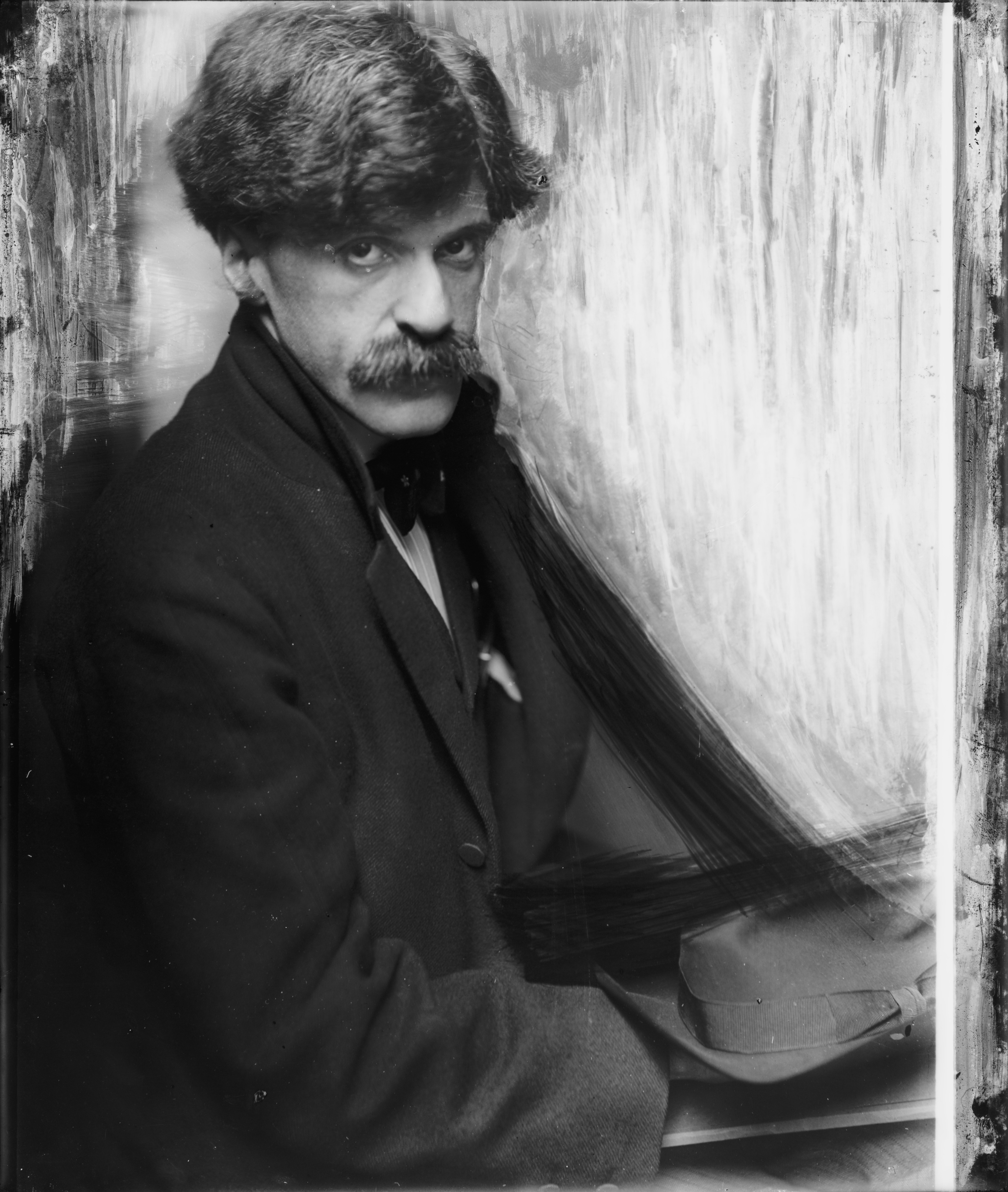
Alfred Stieglitz, 1902

Alfred Stieglitz, född 1 januari 1864 i Hoboken, New Jersey, död 13 juli 1946 i New York, var en känd amerikansk fotograf, ansedd som betydelsefull för utvecklandet av fotograferingskonsten. Han var från 1916 gift med Georgia O'Keeffe och de bodde tillsammans några månader om året, men han bodde främst i New York och hon i New Mexico.

## Verksamhet
Alfred Stieglitz växte upp i New York. Han studerade fotografi i Berlin, men efter ett dödsfall inom familjen flyttade han tillbaka till USA. Redan under sin tid i Europa hade han börjat göra sig mer eller mindre berömd. Efter återkomsten till New York var Stieglitz både medlem och ledare av flera fotoklubbar och redaktör för olika fotografitidskrifter, bland annat Camera Work.

### Stieglitz fotokonst
Stieglitz hade en spontanitet i sina fotografier som var populärt i dåtidens fotografier. Han menade att fotografering handlade om att observera världen. Ett av hans med kända fotografier är "The Steerage" från 1907, där man ser klasskillnaderna på däcket av ett transatlantiskt fartyg. Bilden kallas ofta för det första genuina reportagefotografiet.

### Modernism
Alfred Stieglitz öppnade 1905 ett galleri på 291 Fifth Avenue på Manhattan som han kallade 291. Här ställde han ut både målningar och fotografier. Han introducerade också europeisk fotokonst för publiken i New York, liksom afrikansk konst och senare även inhemska modernistiska konstnärer som Georgia O'Keeffe.
Med sina klassiska verk räknas Alfred Stieglitz som en framträdande person inom dåtidens fotokretsar.

## Fotogalleri

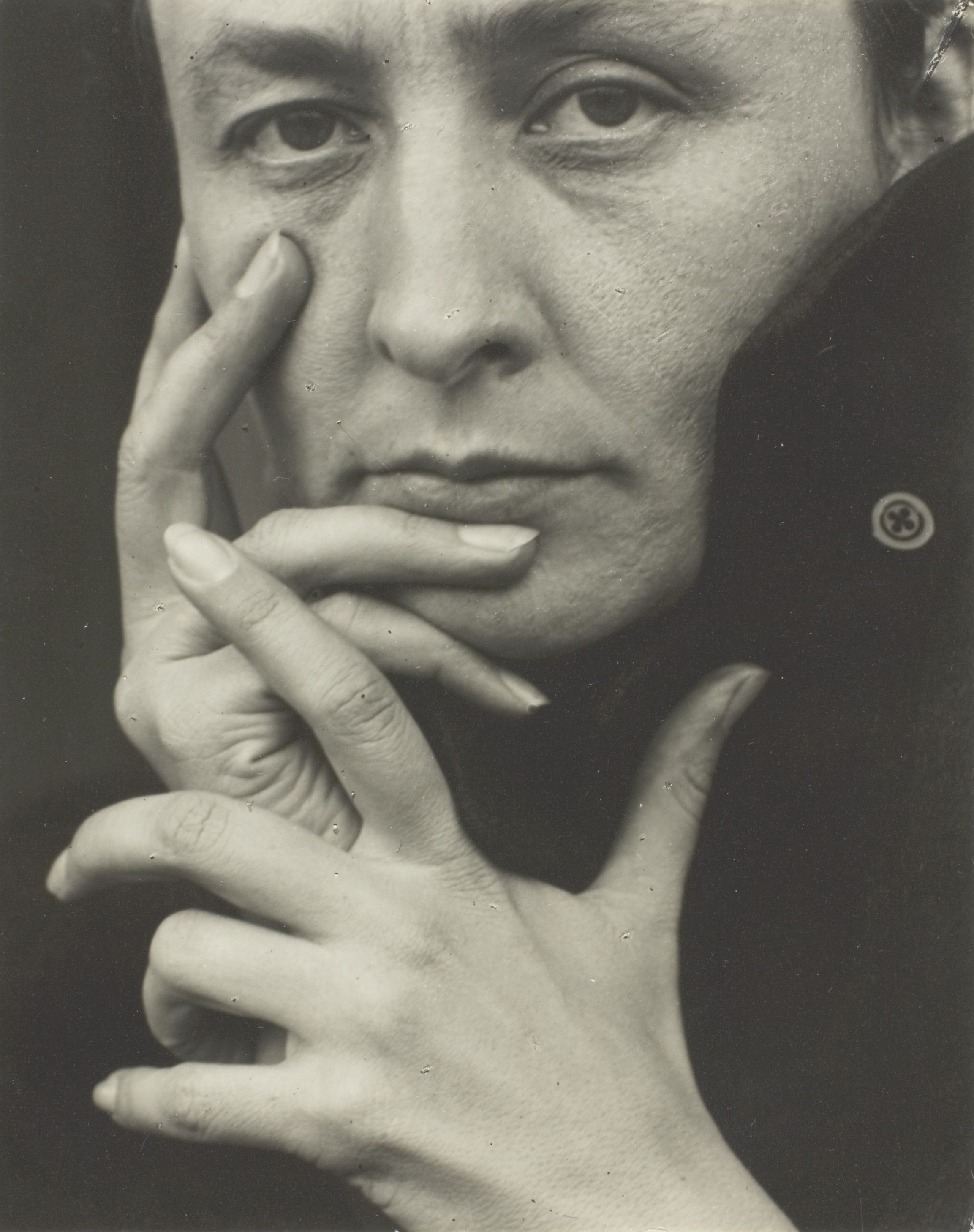
Georgia O'Keeffe 1918.
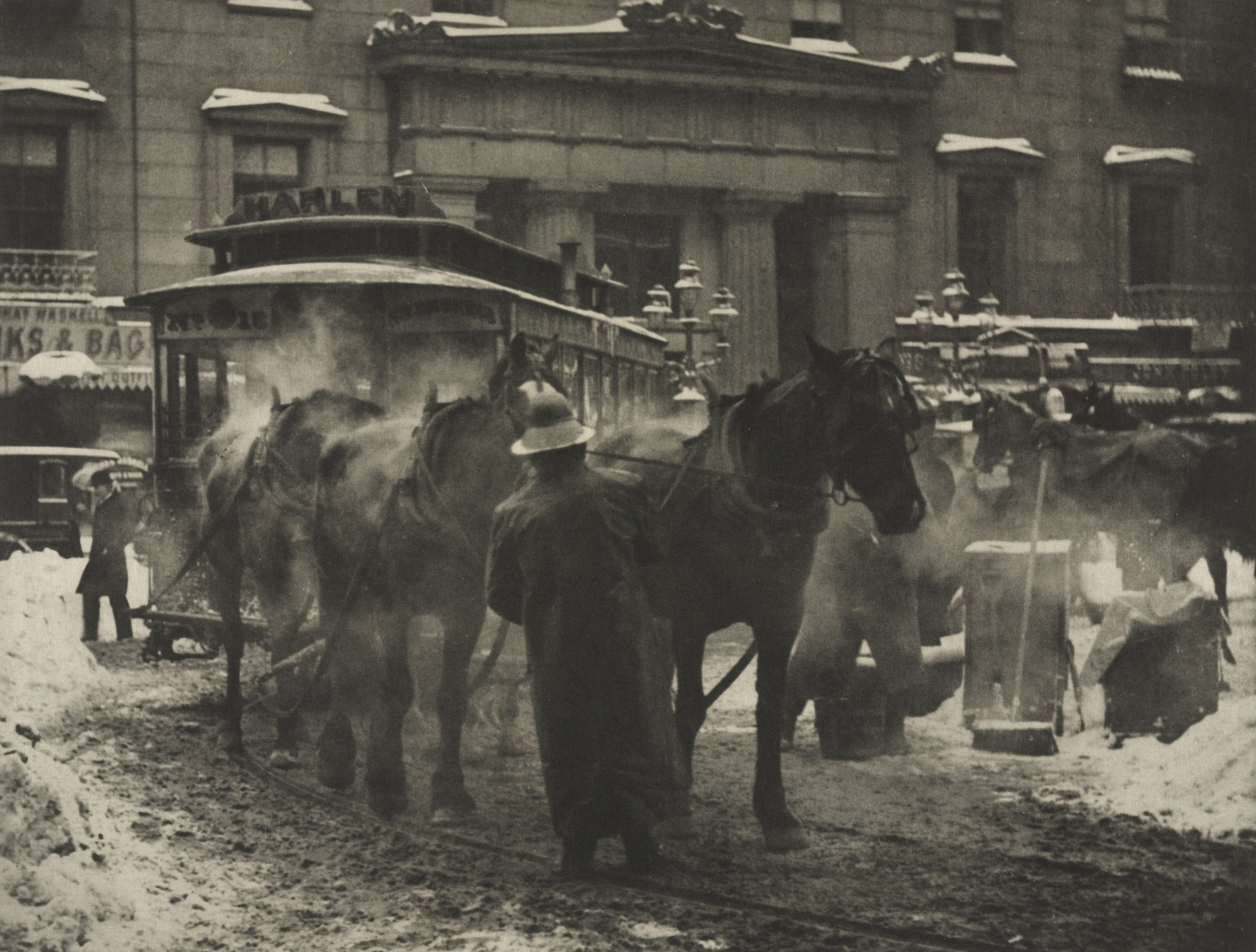
"The Terminal" (1893)
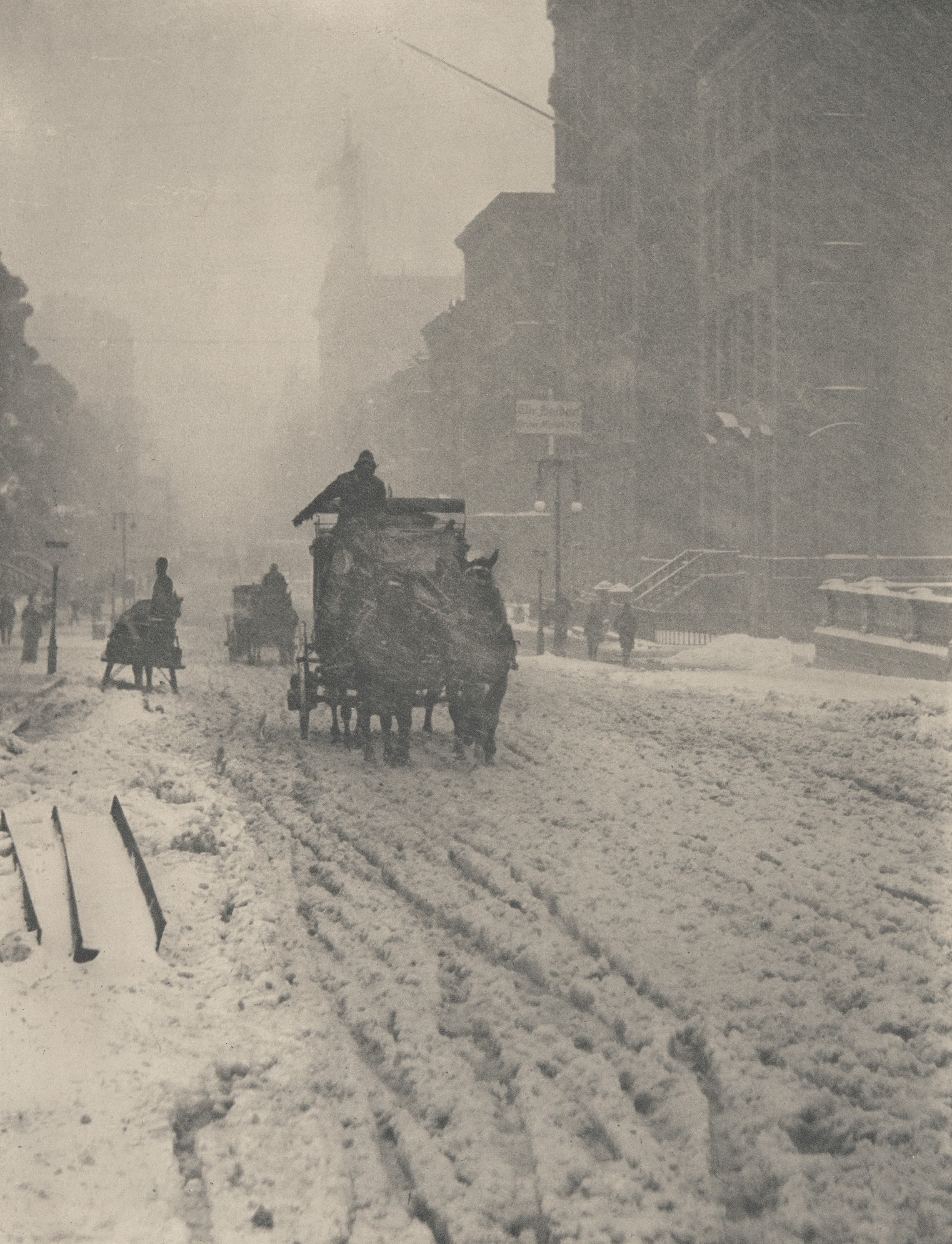
"Winter – Fifth Avenue" (1893)
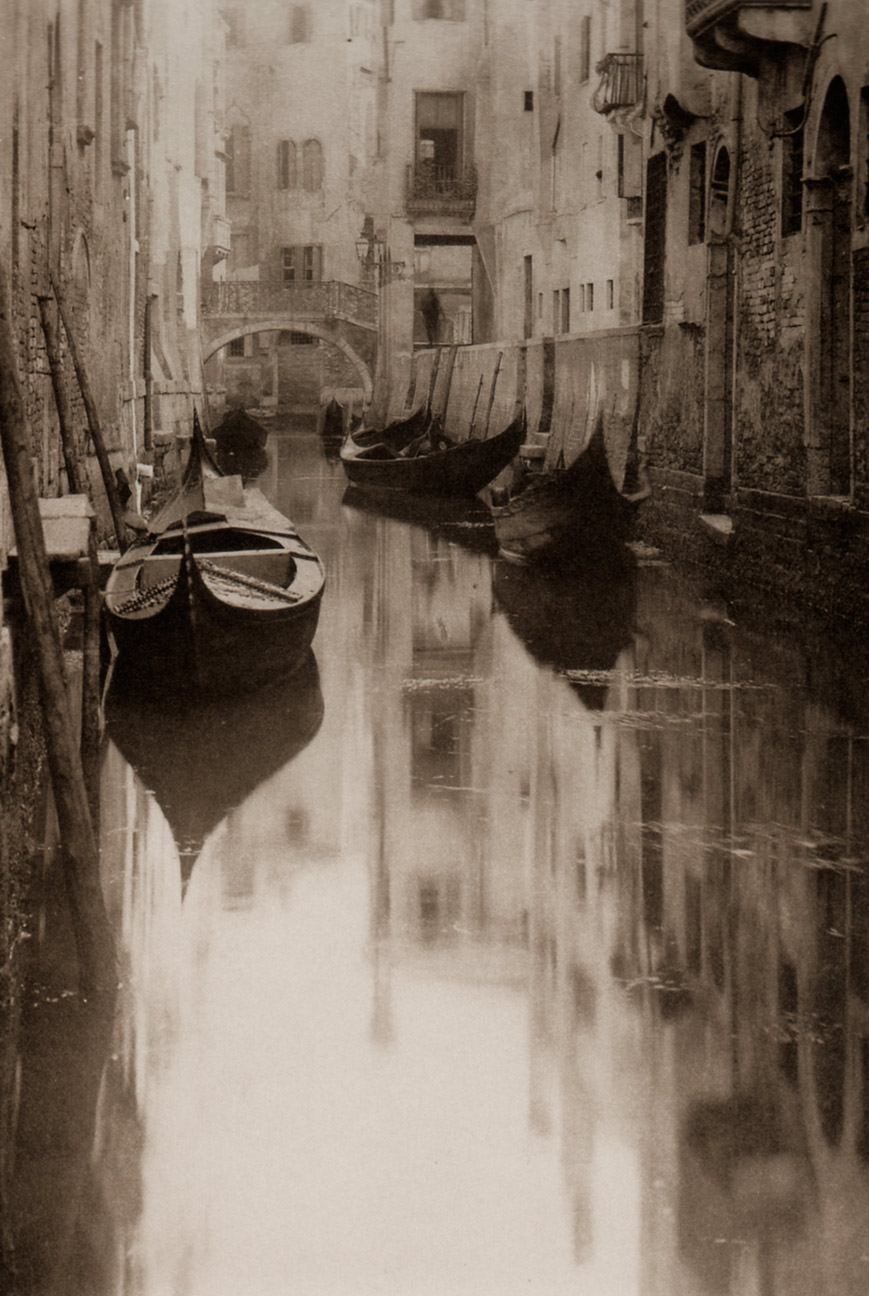
"Kanal i Venedig" (1894)
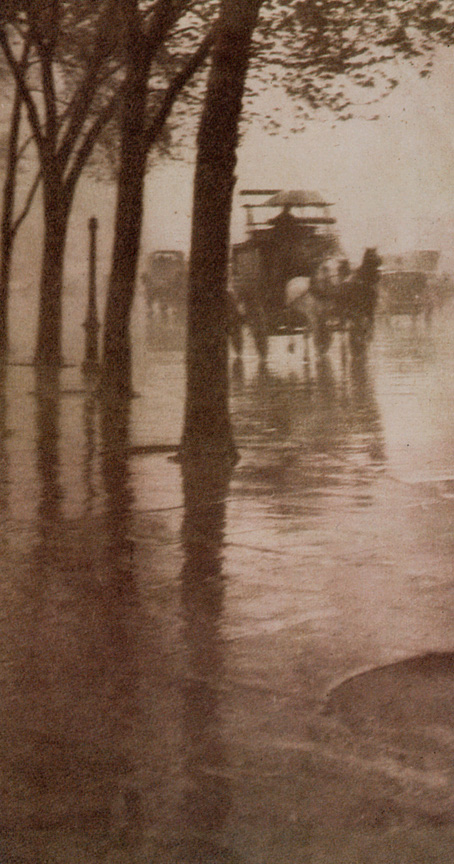
"Spring Showers, The Coach" (1902)
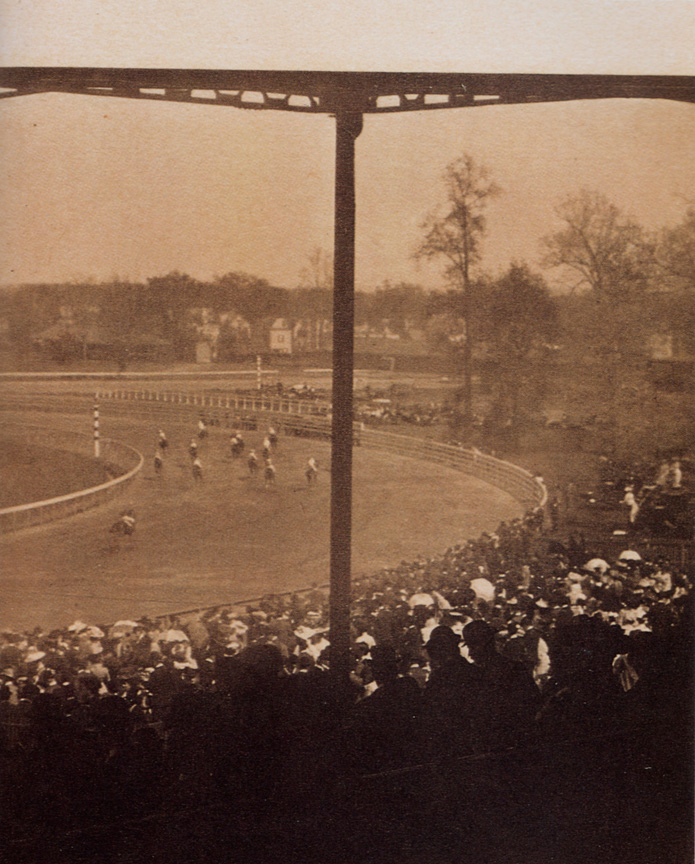
"Going to the Start" (1905)
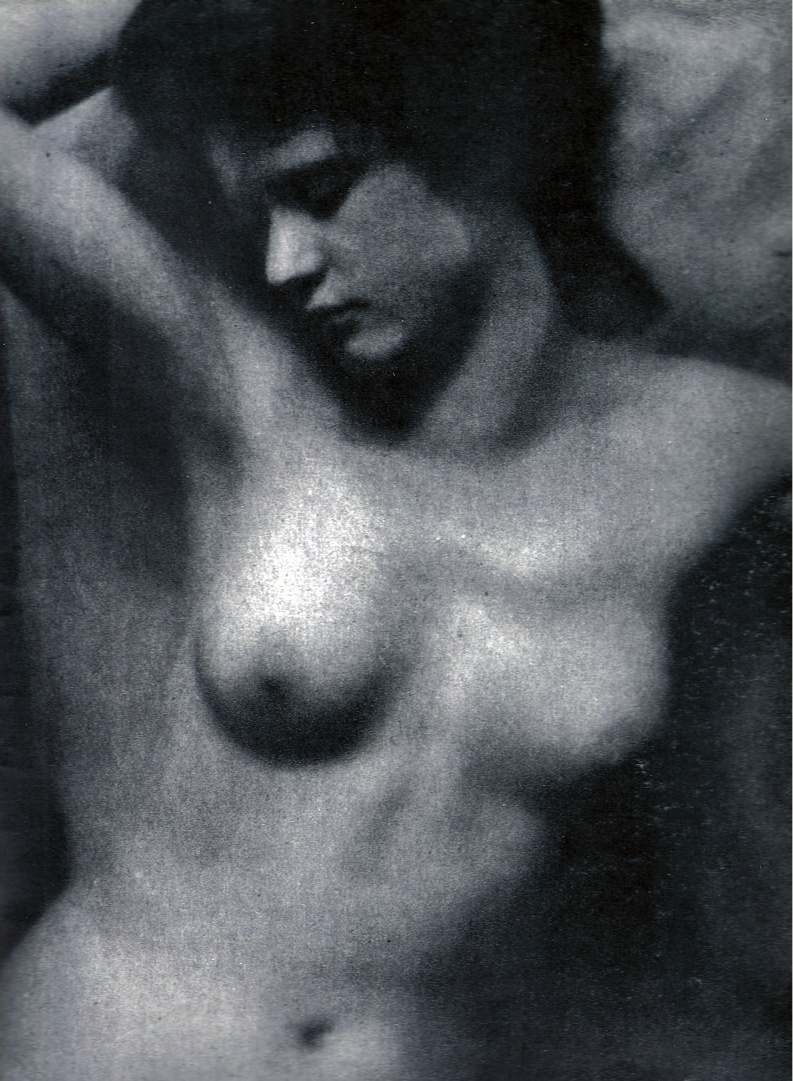
Nakenstudie (omkring 1900)
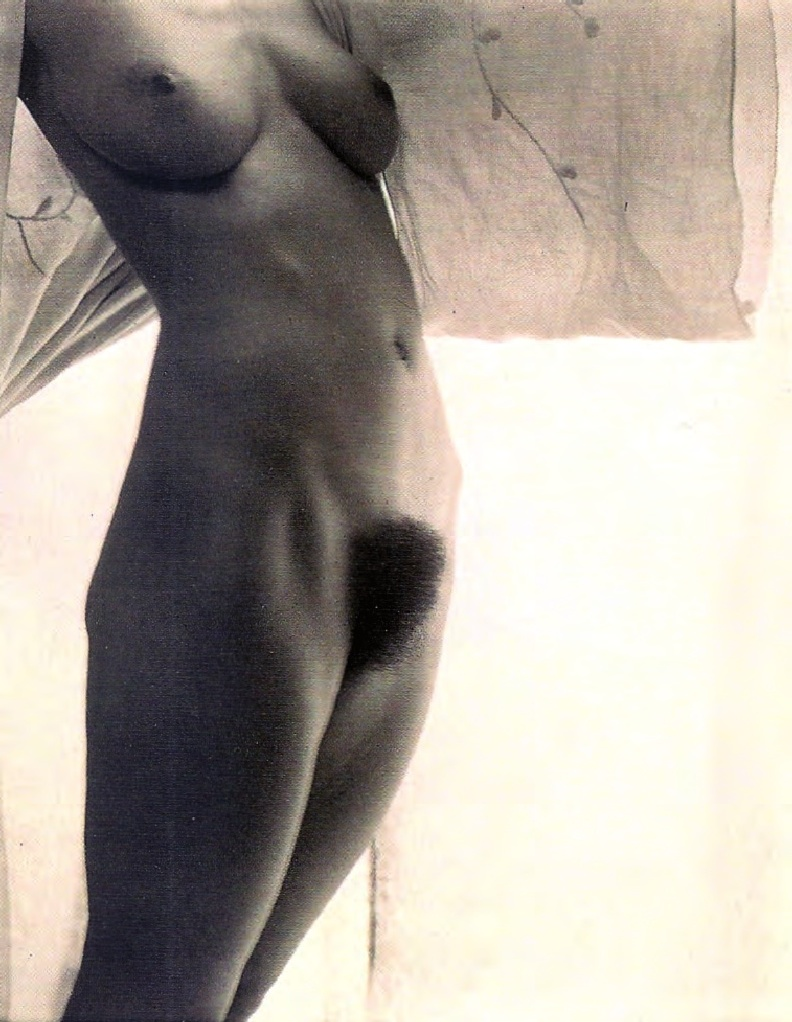
Nakenstudie (omkring 1916)
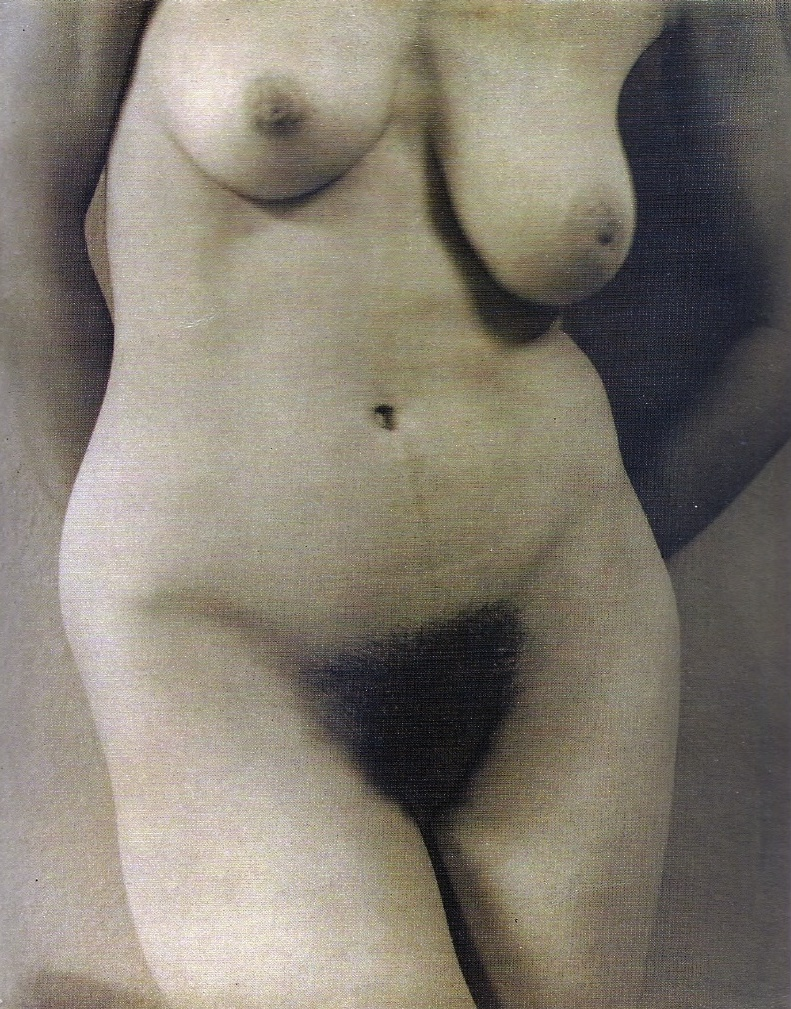
Nakenstudie (omkring 1916)
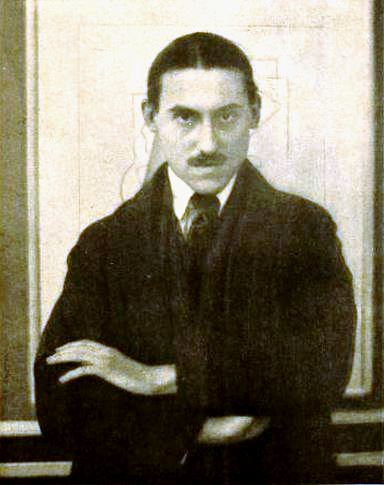
Charles Demuth 1922.
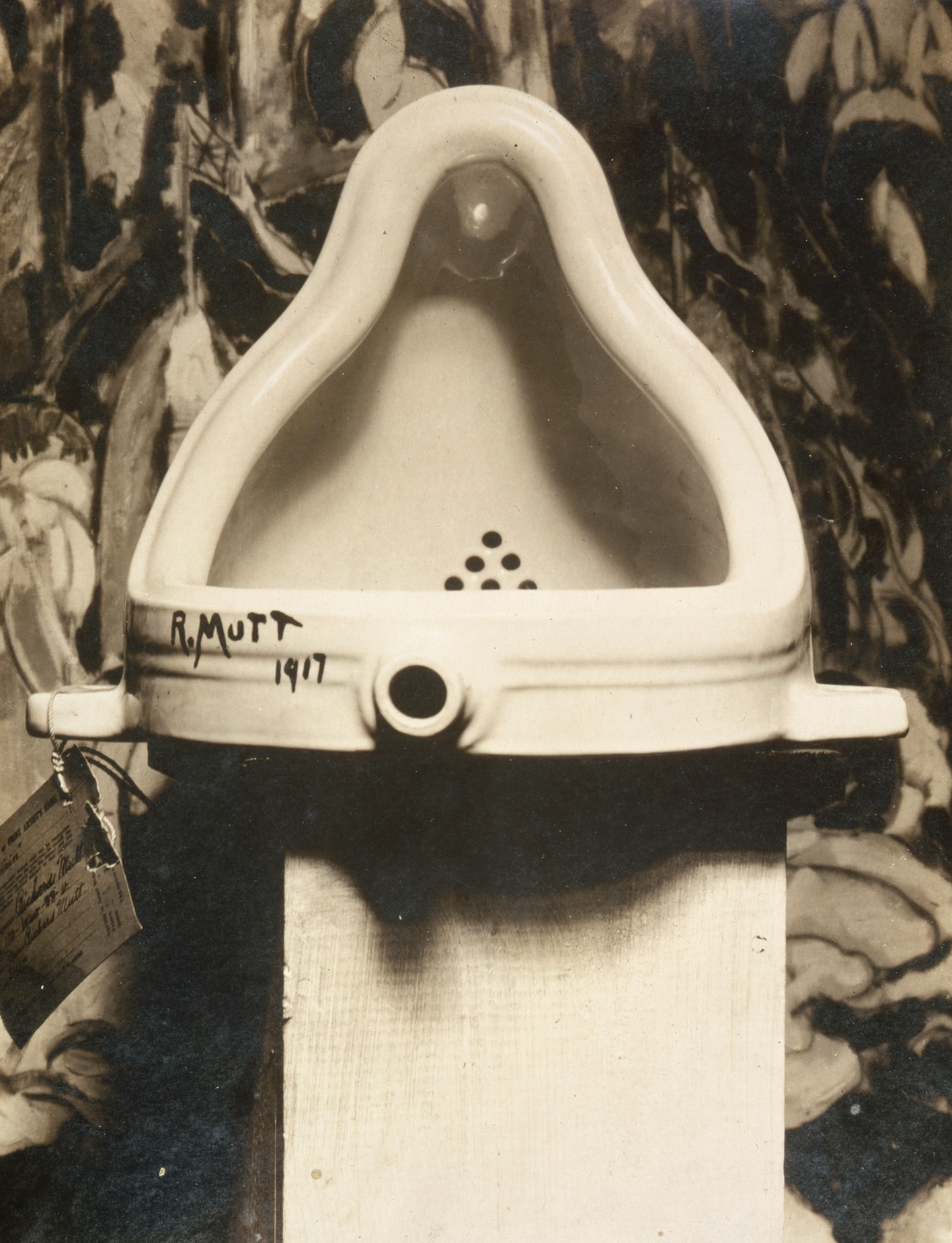
Fountain av Marcel Duchamp 1917.